# Quelque chose rampe dans la nuit
Pour plus de détails, voir Fiche technique et Distribution.
Quelque chose rampe dans la nuit (Qualcosa striscia nel buio) est un giallo italien réalisé par Mario Colucci et sorti en 1971.

## Synopsis
M. et Mme Forrest sont en route un soir pour se rendre chez un ami qui vient de subir une opération de chirurgie plastique. Soudain, ils sont contraints d'arrêter leur voiture lorsqu'une tempête provoque l'effondrement d'un pont sur l'autoroute. En plus d'eux, d'autres automobilistes sont également obligées de s'arrêter. Il s'agit du Dr Williams et de son assistante Susan West, de l'écrivain Mel Lawrence et de l'inspecteur Wright. Ce dernier, avec l'aide d'un officier, escorte Spike, un dangereux meurtrier récidiviste.
Grâce à l'intervention de l'inspecteur, ils trouvent refuge dans un manoir voisin habité par le majordome Sam et sa femme. La propriétaire des lieux est mort récemment et le majordome déconseille au groupe de rester dans la maison, mais l'inspecteur, considérant son devoir de surveillance sur Spike, insiste pour entrer. Une fois installée, Mme Forrest, malgré l'avis contraire des autres, décide d'organiser une séance de spiritisme à laquelle participe son mari et l'homme de lettres Lawrence. M. Forrest, selon sa femme, est en effet un excellent médium. À partir de ce moment, la situation dégénère et une série de crimes sont commis.

## Fiche technique
- Titre français : Quelque chose rampe dans la nuit[1]
- Titre original italien : Qualcosa striscia nel buio[2],[3],[4]
- Réalisation : Mario Colucci
- Scenario : Mario Colucci
- Photographie :	Giuseppe Aquari (it)
- Montage : Enzo Micarelli
- Musique : Angelo Francesco Lavagnino
- Effets spéciaux : Tonino Cacciuottolo
- Décors : Giocchino Cantone
- Costumes : Elisabetta Costantini
- Maquillage : Nicla Palombi, Telemaco Tilli
- Production : Mario Colombassi
- Société de production : Akla Productions
- Pays de production :  Italie
- Langue originale : Italien
- Format : Couleurs par Eastmancolor - 1,85:1 - Son mono - 35 mm
- Durée : 85 minutes
- Genre : Giallo
- Dates de sortie :
  - Italie : 15 avril 1971

## Distribution
- Farley Granger : Spike
- Lucia Bosè : Sylvia Forrest
- Giacomo Rossi Stuart : Donald Forrest
- Mia Genberg : Dr. West
- Stelvio Rosi (sous le nom de « Stan Cooper ») : Dr. Williams
- Giulia Rovai : femme du majordome Joe
- Gianni Medici : Joe
- Franco Beltramme : détective Sam
- Dino Fazio : inspecteur Wright
- Francesco Lavagnino : Professeur Lawrence
- Loredana Nusciak : la maîtresse décédée

## Production
Le scénario original de Quelque chose rampe dans la nuit a été écrit par le réalisateur Mario Colucci en 1961 sous le titre La notte dei dannati. Le film devait à l'origine être une coproduction italo-allemande réalisée par Primo Zeglio. La production devait commencer en 1962, mais n'a jamais démarré. Le film a été tourné entre mai et juillet 1970 aux studios Incir De Paolis à Rome,.

## Exploitation
Quelque chose rampe dans la nuit a été distribué en salle par D.D.F. en Italie le 15 avril 1971. Le film a rapporté un total de 110 905 000 lires sur le territoire national.

### Accueil critique
Louis Paul, dans son livre Italian Horror Film Directors, a décrit le film comme un joyau qui se démarque du reste de la production. En outre, Paul a noté que ce film contribue à définir le genre, car il contient de nombreuses références à d'autres films. En conclusion de son article, le critique déclare : « C'est l'un de ces films sous-estimés qui attendent d'être redécouverts ».